# Øystein Grødum
Øystein Grødum (Arendal, 15 februari 1977) is een Noors schaatser. Hij is een typische stayer, zijn persoonlijke records op de korte afstanden zijn voor een allrounder dan ook betrekkelijk zwak.

## Biografie
In 2002 werd Grødum gespot door Leen Pfrommer die hem opnam in zijn Team 2002. Hij is in het seizoen 2004-2005 echt doorgebroken als topschaatser door onder meer het gecombineerde eindklassement in de wereldbeker 5 en 10 kilometer te winnen. Tijdens het WK Allround in Moskou werd hij als stayer op de sprintafstand 500 meter geloot tegen Paweł Zygmunt, eveens stayer. Tijdens dat seizoen werd hij getraind door Peter Mueller. In 2006 eindigde Grødum als vierde op de 10 kilometer tijdens de Olympische Winterspelen in Turijn; een fractie voor zijn landgenoot Lasse Sætre.
In het seizoen 2011-2012 was Grødum voor het laatst actief op internationaal niveau.

## Persoonlijke records
| Afstand      | Tijd     | Datum            | Baan    |
| ------------ | -------- | ---------------- | ------- |
| 500 meter    | 39,10    | 18 maart 2006    | Calgary |
| 1000 meter   | 1.14,42  | 31 oktober 2005  | Calgary |
| 1500 meter   | 1.48,52  | 19 maart 2006    | Calgary |
| 3000 meter   | 3.41,02  | 5 november 2005  | Calgary |
| 5000 meter   | 6.15,50  | 13 november 2005 | Calgary |
| 10.000 meter | 12.56,38 | 19 maart 2006    | Calgary |

## Resultaten
| Jaar | EK Allround | Olympische Spelen   | WK Afstanden         | WK Allround |
| ---- | ----------- | ------------------- | -------------------- | ----------- |
| 2001 |             |                     | 17e 5000m 9e 10.000m |             |
| 2002 |             |                     |                      |             |
| 2003 |             |                     | 12e 10.000m          |             |
| 2004 |             |                     | 9e 5000m 5e 10.000m  |             |
| 2005 | 8e          |                     |                      | 8e          |
| 2006 | 13e         | 8e 5000m 4e 10.000m |                      |             |
| 2007 |             |                     | 9e 5000m 10e 10.000m |             |
| 2008 |             |                     | 8e 5000m 4e 10.000m  |             |
| 2009 | 11e         |                     | 9e 5000m 6e 10.000m  | NC21        |